# Jean-Pierre Kalfon
Cet article concerne l’acteur. Pour le chanteur, voir Jean-Pierre Kalfon. Pour les articles homonymes, voir Kalfon.
Jean-Pierre Kalfon, né le 30 octobre 1938 à Paris, est un acteur et chanteur français.

## Biographie

### Origines
Jean-Pierre Kalfon naît à Paris de parents français, son père étant Juif originaire d'Algérie et sa mère catholique issue d'une famille de Gennevilliers.
Dans sa jeunesse, il suit dans un premier temps une école d'art (école Penninghen), travaille aux Folies Bergère, puis se lance dans le théâtre et fonde sa propre compagnie, Théâtre 15, où il est acteur et metteur en scène.

### Carrière

#### Cinéma
Il débute au cinéma en 1962 avec Le Concerto de la peur, La Drogue du vice de José Bénazéraf. Il devient très proche de  Pierre Clémenti et d'une jeune bande d'acteurs, autour de Marc'O. Il tourne ensuite avec Jean-Luc Godard (Week-end), Philippe Garrel (Le Lit de la vierge) ou Claude Lelouch, avec lequel il aura à ce jour tourné dans six films.
Il a joué dans plus de 65 longs métrages. Abonné aux personnages troubles, il tourne avec Jacques Rivette (L'Amour fou), François Truffaut (Vivement dimanche !) ou Claude Chabrol (Le Cri du hibou), alternant films d'auteur et films populaires.

#### Musique
Jean-Pierre Kalfon sort un premier maxi 45 tours en 1965. Par la suite il fonde Kalfon Rock chaud, un groupe rock dont il est le chanteur et guitariste, et avec lequel il participe au premier festival punk de Mont-de-Marsan en 1976, accompagné d'un batteur et d'un bassiste.
Sortent ensuite deux albums, Black Minestrone en 1993 chez New Rose, puis Méfistofélange en 2022 chez Deviation Records.

### Vie privée
À la fin des années 1960, Jean-Pierre Kalfon rencontre l'actrice Bulle Ogier sur le tournage du film L'Amour fou, de Jacques Rivette, et devient son compagnon. On lui connaît également une relation amoureuse avec la chanteuse Valérie Lagrange. Toutefois l'acteur restant très discret sur sa vie privée, on ne lui connaît aucune épouse, ni enfant. il evoque sa fille dans un interview france 5 tv monde en 2022

## Filmographie sélective

### Cinéma

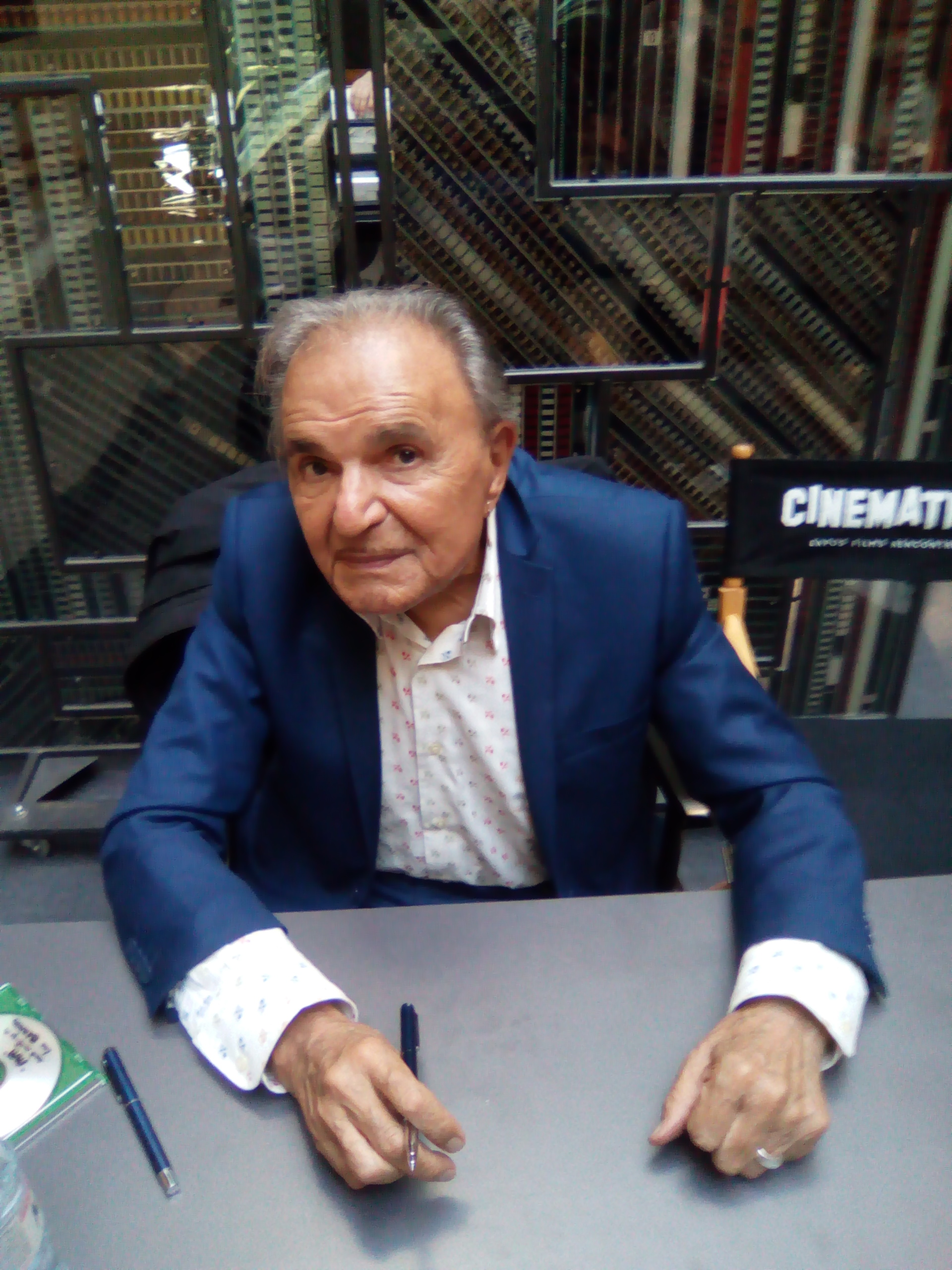
Jean-Pierre Kalfon en dédicace à la Cinémathèque française, en 2019.

- 1959 : Le Septième Jour de Saint-Malo de Paul Mesnier : le jeune prêtre
- 1963 : Le Concerto de la peur ou La Drogue du vice de José Bénazéraf : Sacha Margieff
- 1964 : La Femme spectacle de Claude Lelouch ; le second ami à l'enterrement
- 1965 : Une fille et des fusils de Claude Lelouch : Jean-Pierre
- 1965 : La Longue Marche d'Alexandre Astruc : Pitou
- 1966 : Et la femme créa l'amour de Fabien Collin : Kardec
- 1966 : Safari diamants de Michel Drach : Eric
- 1966 : Les Grands Moments de Claude Lelouch : Jean Mafitte
- 1966 : Voilà l'ordre de Jacques Baratier (court métrage)
- 1966 : La Vie très étrange de Madame Anastasie de Pascal Aubier (court métrage)
- 1966 : Je ne sais pas de Gérard Pirès (court métrage)
- 1967 : Mamaia de José Varela : Balhazar
- 1967 : Mon amour, mon amour de Nadine Trintignant
- 1967 : Week-end de Jean-Luc Godard : le chef du Front de Libération de la Seine-et-Oise
- 1967 : Visa de censure no X de Pierre Clémenti (court métrage)
- 1968 : Les Idoles de Marc'O : Simon le magicien
- 1968 : Les Gauloises bleues de Michel Cournot : Ivan à 30 ans
- 1968 : Les oiseaux vont mourir au Pérou de Romain Gary : le chauffeur
- 1969 : La Bande à Bonnot de Philippe Fourastié : Octave Garnier
- 1969 : Paul de Diourka Medveczky : Evariste
- 1969 : L'Amour fou de Jacques Rivette : Sébastien / Pyrrhus
- 1969 : Le Lit de la Vierge de Philippe Garrel : le cavalier
- 1970 : Le Maître du temps de Jean-Daniel Pollet
- 1971 : Jupiter de Jean-Pierre Prévost : le premier hippie
- 1972 : La Vallée de Barbet Schroeder : Gaëtan
- 1972 : La Cicatrice intérieure de Philippe Garrel : le gardien du feu / le Roi
- 1972 : Les Gants blancs du diable de László Szabó : le député Caron
- 1972 : Histoire de ma mort de Pierre-Richard Bré (court métrage)
- 1973 : George qui ? de Michèle Rosier : Victor Borie
- 1975 : Zig-Zig de László Szabó : le guitariste
- 1975 : Un ange passe de Philippe Garrel
- 1976 : Le Bon et les Méchants de Claude Lelouch : Lafont
- 1976 : Si c'était à refaire de Claude Lelouch : le bijoutier
- 1977 : L'Apprenti salaud de Michel Deville : Robert Forelon, directeur du journal
- 1977 : Les Apprentis Sorciers d'Edgardo Cozarinsky : Robespierre
- 1978 : La Chanson de Roland de Frank Cassenti : Marsile / Turold / Charlemagne
- 1978 : Le Retour du privé de Takis Candilis (court métrage) : Rick Leland
- 1979 : Le Coup du singe d'Ode Bitton et lui-même : Luc
- 1979 : La Guerre des polices de Robin Davis : Marc
- 1980 : La Femme flic d'Yves Boisset : Backmann, directeur de la MJC
- 1980 : Les Chiens de guerre (The Dogs of War) de John Irvin : Benny Lambert
- 1980 : Nous nous sommes rencontrés dans un autre rêve d'Alain Schwartzstein : Benny Lambert
- 1981 : Allons z'enfants d'Yves Boisset : Commandant de la Mazardière
- 1981 : Jetzt und alles de Dieter Meier : Commandant de la Mazardière
- 1981 : Une étrange affaire de Pierre Granier-Deferre : François Lingre
- 1981 : Les Uns et les Autres de Claude Lelouch : le père Antoine
- 1981 : Condorman de Charles Jarrott : Morovich
- 1982 : Mille milliards de dollars d'Henri Verneuil : Stan Hankin, l'informateur
- 1982 : Chassé-croisé d'Arielle Dombasle
- 1982 : Hécate, maîtresse de la nuit de Daniel Schmid : Massard
- 1983 : Vivement dimanche ! de François Truffaut : Massoulier, le prêtre
- 1983 : Liberty belle de Pascal Kané : Brinon
- 1984 : Rue barbare de Gilles Béhat : Paul Chetman, dit « Rocky Malone »
- 1984 : Canicule d'Yves Boisset : Marcel Torontopoulos
- 1984 : L'Amour par terre de Jacques Rivette : Clémont Roquemaure
- 1984 : Le Jumeau d'Yves Robert : Ernest Volpinex
- 1984 : Laisse béton de Serge Le Péron : Gilles More
- 1984 : La Femme ivoire de Dominique Cheminal : la voix de l'hôtel
- 1985 : La Nuit porte-jarretelles de Virginie Thévenet : le présentateur
- 1985 : Le Déclic de Jean-Louis Richard : Docteur Fez
- 1985 : L'Amour ou presque de Patrice Gautier : Max
- 1985 : Femme fidèle de Dominique Maillet (court métrage)
- 1986 : À l'ombre de la canaille bleue de Pierre Clémenti : Capitaine Speed
- 1987 : Sécurité publique de Gabriel Benattar : Francis
- 1987]: Funny Boy de Christian Le Hémonet : Aboulkian
- 1987 : Le Cri du hibou de Claude Chabrol : le commissaire
- 1987 : Vent de panique de Bernard Stora : Humphries
- 1987 : Septième Ciel de Jean-Louis Daniel : Eddie
- 1987 : V.O. de Christophe Delmas (court métrage)
- 1987 : Le Vampire et le lapin de Boris Bergman (court métrage)
- 1987 : Demain peut-être de Phliippe Nessler (court métrage) : Tardi
- 1988 : Corps z'à corps d'André Halimi : le président directeur
- 1991 : Jesuit Joe d'Olivier Austen : le vautour (voix)
- 1992 : Et demain ... Hollywood de Jean-François Villemer : Jean-Philippe Chaumont
- 1994 : Robin du Bois de Boulogne de Carole Giacobbi (court métrage)
- 1995 : Les Cent et Une Nuits de Simon Cinéma d'Agnès Varda : le premier Jean-Pierre
- 1995 : Dieu, l'amant de ma mère et le fils du charcutier d'Aline Issermann : Henri Larrieux
- 1997 : Le Jour et la Nuit de Bernard-Henri Lévy : Lucien
- 1997 : Cinématon no 1844 de Gérard Courant
- 1998 : Folle d'elle de Jérôme Cornuau : Anderson
- 1998 : I Love L.A. de Mika Kaurismäki : Jean-Mimi
- 2000 : Saint-Cyr de Patricia Mazuy : Louis XIV
- 2000 : Total Western d'Éric Rochant : Ludo
- 2001 : G@mer de Patrick Levy : Albert
- 2001 : La Répétition de Catherine Corsini : Walter Amar
- 2002 : Lulu de Jean-Henri Roger : Simon
- 2003 : Les Baigneuses de Viviane Candas : Lebel
- 2003 : Le Veilleur de Frédéric Brival
- 2004 : Ne fais pas ça ! de Luc Bondy : le monologuant au comptoir
- 2004 : Le Manian de Frédéric Jolfre (court métrage)
- 2005 : Code 68 de Jean-Henri Roger : Yann Doucet
- 2006 : Suzanne de Viviane Candas : Max
- 2007 : Dans les cordes de Magaly Richard-Serrano : Henri
- 2007 : La Vie d'artiste de Marc Fitoussi : Joseph Costals
- 2007 : La Question humaine de Nicolas Klotz : Karl Rose
- 2007 : J'ai toujours rêvé d'être un gangster de Samuel Benchetrit : Max
- 2008 : Parc d'Arnaud des Pallières : le propriétaire
- 2010 : La Vie simple de Luigi Migani (court métrage) : le vieil homme
- 2011 : Le Chat du Rabbin de Joann Sfar et Antoine Delesvaux : le Malka des lions (voix)
- 2012 : True Love de Joseph Cahill : Jim
- 2013 : Je m'appelle Hmmm... d'Agnès B. : le patron du café
- 2015 : Ce sentiment de l'été de Mikhael Hers : Faris
- 2017 : Film Français d'Aymeric Goetschy (court métrage) : le directeur
- 2020 : Finale de Stéphan Castang (court métrage) : Jean-Pierre

### Télévision
- 1961 : Marceau ou les enfants de la République  de René Lucot (téléfilm) : le gardien de prison
- 1962 : L'inspecteur Leclerc enquête  de Yannick Andréi, épisode Les gangsters (série) : Lupo
- 1964 : Bayard de Claude Pierson (mini série)
- 1966 : Cécilia, médecin de campagne d'André Michel, épisode Un homme en trop (série) : Aldo Pozzoni
- 1968 : L'Homme de l'ombre de Guy Jorré, épisode Le Condamné à mort (série)
- 1978 : Les Cinq Dernières Minutes, épisode La Grande truanderie de Claude Loursais : le premier tueur
- 1978 : Les Grandes Conjurations, épisode Le Tumulte d'Amboise de Serge Friedman (série) : Duc de Guise
- 1979 : Les Dossiers de l'écran, épisode Staline-Trotsky : le pouvoir et la révolution de Yves Ciampi (série) : Colonel Kikhine
- 1980 : Cinéma 16, épisode La Tisane de sarments de Jean-Claude Morin : Sabbas
- 1980 : Histoires étranges, épisode Un rêve de Pierre Badel (mini série) : Franz
- 1980 : Les Visiteurs de Michel Wyn, épisode Memno (mini série) : Dr. Frankenfeld
- 1980 : Médecins de nuit de Peter Kassovitz, épisode : L'usine Castel (série télévisée) : Leplay
- 1980 : Les Amours des années folles, épisode L'Homme à l'hispano de Boramy Tioulong (série) : Lord Oswill
- 1981 : Ce monde est merveilleux de Guy Jorré (téléfilm) : Joseph
- 1982 : Cinéma 16, épisode Quelque chose dans son rêve de Boramy Tioulong : Pradier
- 1982 : Rock de Michel Tréguer (téléfilm) : Serge
- 1983 : L'Île bleue de Jean-Claude Guidicelli (téléfilm) : Boris
- 1983 : Par ordre du Roy de Michel Mitrani, épisode Madame Tiquet (mini série) : Moura
- 1983 : Télévision de chambre, épisode Hughie de Frédéric Compain (série) : Alex Leclerc
- 1984 : Les Enquêtes du commissaire Maigret, épisode La Patience de Maigret d'Alain Boudet (série) : Barrillard
- 1986 : Série noire, épisode Le Cimetière des durs d'Yvan Butler (série) : Rayner
- 1986-1991 : Série rose (série) : récitant, narrateur
- 1987 : Objectif Nul, 1 épisode (série) : l'examinateur
- 1988 : Ray Bradbury présente, épisode And so died Riabouchinska de Denys Granier-Deferre (série) : Lieutenant Krovitch
- 1988 : La Garçonne d'Étienne Périer : Marly
- 1988 : Au nom du peuple français de Maurice Dugowson : Jacques-Nicolas Billaud-Varenne
- 1989 : Marie Pervenche, épisode Le Nabab ventouse de Claude Boissol (série) : Van Rijke
- 1989 : Le Banquet de Marco Ferreri (téléfilm) : Eryximaque
- 1991 : Les Deux font la loi (Bordertown), épisode Marshal Law de Michael Schock (série) : Professeur Lafont
- 1991 : Coplan, épisode Coplan et la filière Argentine de Roger Andrieux (série) : l'envoyé
- 1991 : Les Hordes de Jean-Claude Missiaen (mini série) : Salomon
- 1991 : Un privé au soleil, épisode Edition spéciale de Pierre Aknine (série) : Labarde
- 1992 : Navarro, saison 4, épisode 3 Le Dernier casino d'Yvan Butler (série) : Tony
- 1992 : La Mort d'un bavard d'Hervé Guérin (mini série)
- 1993 : Renseignements généraux, épisode Goupil voit rouge de Jean-Claude Missiaen (série) : Nicolas Corrès
- 1993 : Antoine Rives, le juge du terrorisme de Philippe Lefebvre (série) : Raynaud, directeur de la DST
- 1994 : Commissaire Moulin, épisode Le Récidiviste d'Yves Rénier (série) : Antoine Brunetti
- 1995 : La Rivière Espérance de Josée Dayan (mini série) : Corentin
- 1995 : Navarro, saison 7, épisode 5 Sanglante Nostalgie de Jacques Ertaud (série) : Lemoine
- 1995 : Sandra, princesse rebelle de Didier Albert (mini série) : Alexis Baruk
- 1997 : Le juge est une femme, épisode Drôle de jeu de Daniel Vigne (série) : François Gerbault
- 1998 : Le Goût des fraises de Frank Cassenti (téléfilm) : Dougnac
- 2003 : Nestor Burma, épisode Machinations pour machine à sous de Laurent Carcélès (série) : Charlie Müller
- 2003 : Satan refuse du monde de Jacques Renard (téléfilm) : Louis Menestier
- 2005 : Malone, épisode La Promesse de l'ours de Franck Appréderis (série) : Le grand Bob
- 2005 : S.A.C., des hommes dans l'ombre de Thomas Vincent (téléfilm) : Pierre Debizet
- 2009 : Vénus et Apollon saison 2 de Pascal Lahmani (série) : Francis
- 2008-2014 : Mafiosa, le clan d'Éric Rochant et Pierre Leccia, saison 2 à 5 (série) : Toussaint
- 2012 : Miroir mon amour de Siegrid Alnoy (téléfilm) : Le Roi Jacob
- 2013 : L'Année bisexuelle de Benoît Forgeard (téléfilm) : la science (voix)
- 2016 : Demain si j'y suis, épisode Panthéon Discount de Stéphan Castang (série) : Jean-Pierre Bove

## Théâtre

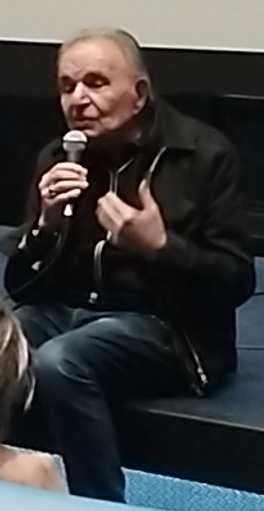
Jean-Pierre Kalfon présentant Saint-Cyr à la Cinémathèque française en octobre 2022.

- 1959 : Les Trois Mousquetaires d'Alexandre Dumas, mise en scène Roger Planchon, Théâtre de l'Ambigu
- 1959 : La Punaise de Vladimir Maïakovski, mise en scène André Barsacq, Théâtre de l'Atelier
- 1962 : Scènes de Guy Dumur, mise en scène Jean-Pierre Kalfon, Théâtre de Lutèce
- 1963 : Le Médecin de son honneur de Pedro Calderón de la Barca, mise en scène José Guinot, Festival du Languedoc, Théâtre Montansier, Théâtre du Vieux-Colombier
- 1963 : Judith de Friedrich Hebbel, mise en scène Pierre Debauche, Théâtre Daniel Sorano Vincennes
- 1964 : Judith de Friedrich Hebbel, mise en scène Pierre Debauche, Studio des Champs-Élysées
- 1964 : La Dame de la mer d'Henrik Ibsen, mise en scène Sacha Pitoëff, Théâtre de l'Œuvre
- 1965 : Les Bargasses de Marc'O, mise en scène de l'auteur, Théâtre Édouard-VII, Studio des Champs-Élysées
- 1966 : Les Idoles de Marc'O, mise en scène de l'auteur, Bobino
- 1972 : Macbeth de William Shakespeare, mise en scène Roger Blin
- 1981 : La Tour de la Défense de Copi, mise en scène Claude Confortès, Théâtre Fontaine
- 1985 : Danger, amour ! avec Véronique Genest, Théâtre du musée Grévin
- 1989 : Le Gardien d'Harold Pinter, mise en scène Georges Wilson, Théâtre de l'Œuvre
- 1993 : La Résistible Ascension d'Arturo Ui de Bertolt Brecht, mise en scène Jérôme Savary, Théâtre national de Chaillot
- 1998 : Les Mains sales de Jean-Paul Sartre, mise en scène Jean-Pierre Dravel, Théâtre Antoine
- 2003 : La Cuisine d'Elvis de Lee Hall, mise en scène Marion Bierry, Théâtre de Poche Montparnasse
- 2003 : Jimmy d'Alain Didier-Weill, mise en scène Marion Bierry, Festival Nava Château de Serres
- 2005 : Love ! Valour ! Compassion ! de Terrence McNally, mise en scène Jean-Pierre Dravel et Olivier Macé, Théâtre de la Porte-Saint-Martin
- 2010 : Audiard par Audiard montage et lecture, Théâtre de la Huchette
- 2013 : Fratricide de Dominique Warluzel, mise en scène Delphine de Malherbe, tournée
- 2014 : Fratricide de Dominique Warluzel, mise en scène Delphine de Malherbe, Festival d'Avignon off
- 2024 : Josiane de Pierre Guillois, mise en scène de l'auteur, La Pépinière-Théâtre

## Doublage

### Cinéma

#### Films
- 1976 : 1900 : Attila Mellanchini (Donald Sutherland)

#### Films d'animation
- 2022 : Saules aveugles, femme endormie : le vieil homme

## Discographie

### Albums studio
- 1993 : Black Minestrone (New Rose Records)
- 2022 : Méfistofélange (Deviation Records)

### Singles / 45T
- 1965 : My Friend, mon ami / La guerre / Chanson hebdomadaire / L’amour à fleur de peau
- 1983 : Gypsies' Rock'N'Roll Band / Mendiant d'amour
- 1984 : Elle m'emmène danser le Rock'n'Roll / Chagrin du matin (Bande originale du film Laisse béton)  (avec Jean-Pierre Mas)
- 1985 : Boogie-Bougie / La chair à vif (Bande originale du film L'Amour ou presque)
- 1985 : Tu ris, tu pleures / Tu ris, tu pleures (Instumentale) (Bande originale du film Le Déclic)
- 1987 : L'amour à la gomme / La meuf
- 1990 : Amor Amor (Version française) / Amor That I Adore (Version anglaise)
- 1993 : Carmen / Coup franc si
- 1993 : Goûte à la dame / Hard Beat Boogie

## Distinctions

### Nominations
- César du cinéma 1988 : César du meilleur acteur dans un second rôle pour Le Cri du hibou
- César du cinéma 2001 : César du meilleur acteur dans un second rôle pour Saint-Cyr